# マティアス・メルツ
マティアス・メルツ（Matthias Merz、1984年2月1日 - ）は、スイスを代表するオリエンテーリング選手の一人で、現在はアールガウ州クルムに住む。学問のためにいくつかの国際大会に出場しなかったことがあるが、それでもなおトップレベルの競技者として世界に名を馳せている。

## ジュニア時代
メルツはジュニア時代からその頭角をあらわしたエリート選手の一人である。初めてジュニア世界選手権（JWOC）に出場したのは2002年スペインのアリカンテで開催された時で、リレー競技で金メダルを獲得。翌年エストニアで開かれた際にはショート競技で金メダル、クラシック競技で銀メダル、リレー競技で銅メダルを獲得し、さらに2004年ポーランドで開かれたJWOCではロング競技で金、ミドル競技で銀、リレー競技で銅メダルを獲得している。3度のJWOCで7枚ものメダルを獲得する驚異的な活躍をみせた。

## フル代表として
世界選手権（WOC）に初めて出場したのは2004年スウェーデン大会の時であり、ミドル競技・スプリント競技ともに8位であった。またアンカーを任せられたリレー競技では9位であり入賞が果たせなかったが、翌年の日本大会で初入賞を果たす。個人種目ではいずれの競技でもトップ10に入ることが出来ないほど愛知の地形に対応できなかったものの、リレー競技では1走を任され5位で帰還、アンカーを務めたダニエル・フブマンらとともにスイス代表を3位へと導いた。2006年のWOCでは大きな活躍ができなかったものの、2007年のウクライナ大会のスプリント競技で念願の個人種目入賞を果たす。順位はフランスのエースティエリー・ジョルジュに惜しくも0.9秒差で敗れての2位であったが、ロング競技ではロシアのエースアンドレイ・ハラモフに3分以上もの差をつける快走で、ついに金メダルを獲得した。リレー競技はというと5位となっている。リレー競技については翌年のチェコ大会でも3位止まりと金メダルに手が届きそうで届かない状態が続いたものの、2009年のハンガリー大会でついに団体種目での制覇も果たした。ヨーロッパ選手権や北欧選手権でも活躍を見せており、スイス代表に欠かせない重要な位置を占めている。ドイツのデュースブルクで開催されたワールドゲームズ2005のオリエンテーリング競技混声リレー種目では、やはりダニエル・フブマンらとともにスイス代表を優勝へと導いた。

## その他
現在はスイスのOLG RymenzburgとフィンランドのRajamäen Rykmenttiに所属している。また、2011年10月16日現在のIOFによる世界ランキングは12位である。過去最高位は2008年8月22日に記録した1位。